# Gestreifter Kanarengecko

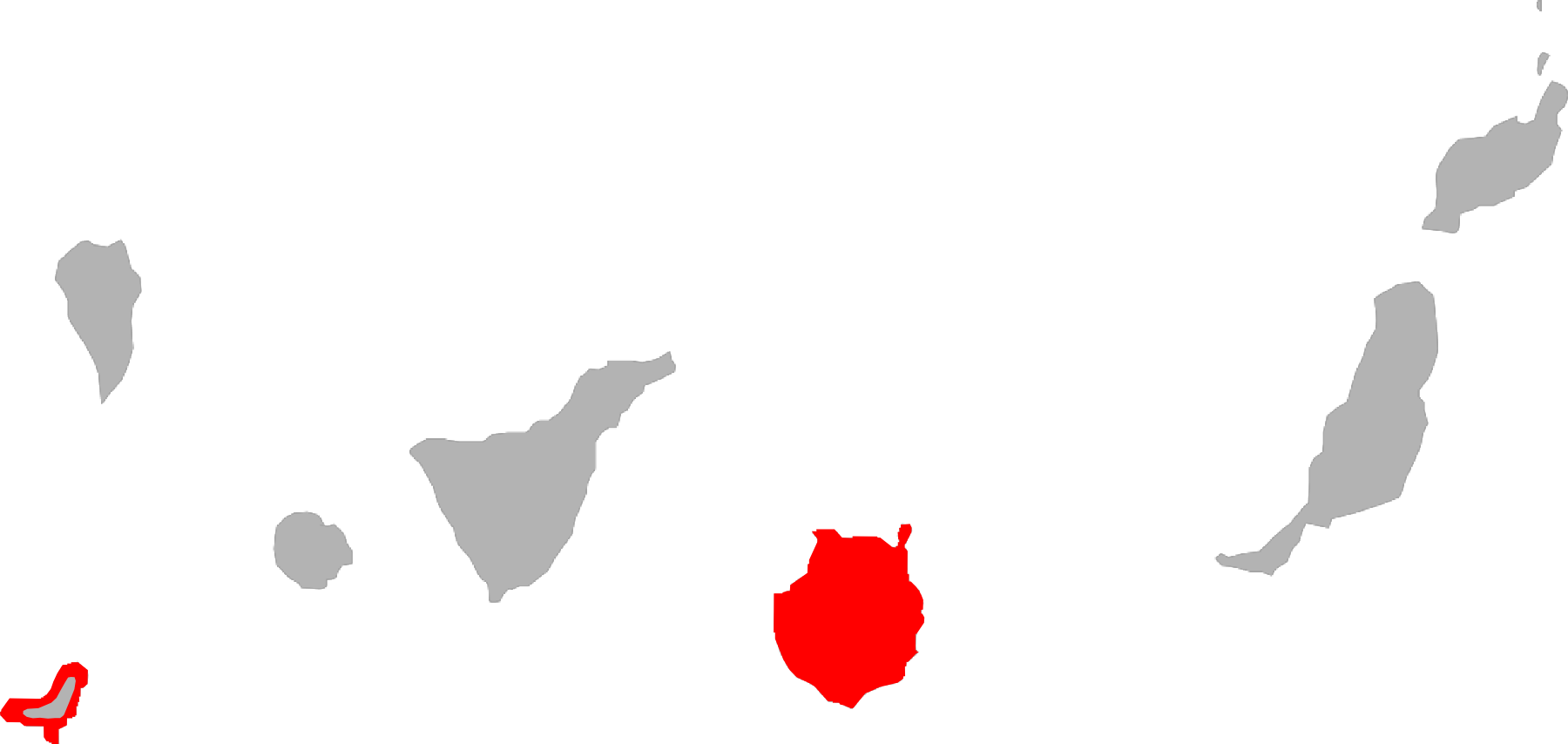
Kanarische Inseln, Verbreitungsgebiet des Gestreiften Kanarengeckos in rot

Der Gestreifte Kanarengecko (Tarentola boettgeri) ist eine Gecko-Art aus der Familie Phyllodactylidae. Er ist auf einigen Inseln der Kanaren endemisch, Gran Canaria und El Hierro mit kleinen Nachbarinseln. 

## Merkmale
Der Gestreifte Kanarengecko ist der kleinste und zierlichste Gecko der Kanaren. Seine Kopf-Rumpf-Länge beträgt meistens weniger als 60 Millimeter, maximal werden 76 Millimeter angegeben. Er ist dunkel mittelbraun bis graubraun gefärbt. Auf der Mitte des Rückens ist immer ein heller Längsstreifen vorhanden, aber keine Tuberkelschuppen. Die Tuberkel des Rückens und des Schwanzes sind glatt oder nur leicht gekielt und klein. Die Iris ist hell blaugrau und glänzt metallisch.

## Vorkommen
Die Art kommt auf Gran Canaria, El Hierro einschließlich zwei kleiner Inseln am Nordwest-Ende und drei der Selvagens-Inseln vor. Der Gestreifte Kanarengecko ist auf Gran Canaria von Meereshöhe bis 1000 Meter über NN, möglicherweise auch bis über 1500 Meter über NN anzutreffen, auf El Hierro bis 500 Meter. Die Art besiedelt steinige Lebensräume wie Steinhaufen, ist manchmal auch in Häusern zu finden und gilt als häufig, insbesondere in der Nähe der Küste.

## Lebensweise
Die Biologie der Art ist noch kaum untersucht. Sie ist vorwiegend nachtaktiv. Im Terrarium wurden auf El Hierro von Anfang Mai bis Anfang September Eier abgelegt, auf Gran Canaria von März bis Ende August. Es wird vermutet, dass die Weibchen im Freiland ein- oder zweimal in der Saison im Sand unter Steinen in der Regel ein, selten auch zwei Eier ablegen. Über die Ernährung gibt es noch keine Informationen. Ein Fressfeind ist die Schleiereule sowie die auf Gran Canaria invasive Kalifornische Kettennatter.

## Belege
- Dieter Glandt: Taschenlexikon der Amphibien und Reptilien Europas. Quelle & Meyer Verlag, Wiebelsheim 2010, ISBN 978-3-494-01470-8, S. 536–537.